# داغزه (داغزه)
داغزه (بالإنجليزية: Dagzê, Dagzê)‏ هي منطقة سكنية تقع في الصين في أزمة التبت والصين. يقدر عدد سكانها بـ 495 نسمة وترتفع عن سطح البحر 4,502 متر.